# Jill Halfpenny
Jill Halfpenny (* 15. Juli 1975 in Gateshead) ist eine britische Theater- und Filmschauspielerin.

## Leben
Jill Halfpenny spielte bereits als Teenager in der Serie Byker Grove mit und wurde dann an der Webber Douglas Academy of Dramatic Art zur Schauspielerin ausgebildet. Ab 1999 spielte sie in Coronation Street mit und ab 2002 in EastEnders. 2004 gewann sie bei der Tanzshow Strictly Come Dancing. 2014 spielte sie Davina in der Serie Babylon sowie als Diane In the Club. 

## Filmografie (Auswahl)
- 1989–1992: Byker Grove (Fernsehserie, 29 Folgen)
- 1997: The Bill (Fernsehserie, 1 Folge)
- 1998: Heartbeat (Fernsehserie, 1 Folge)
- 1999–2000: Coronation Street (Fernsehserie, 58 Folgen)
- 2002–2005: EastEnders (Fernsehserie, 185 Folgen)
- 2006–2007: Waterloo Road (Fernsehserie, 20 Folgen)
- 2009: George Gently – Der Unbestechliche (Inspector George Gently; Fernsehserie, 1 Folge)
- 2012: Wildes Herz Afrika (Wild at Heart, Fernsehserie, 3 Folgen)
- 2012: Murdoch Mysteries (Fernsehserie, 1 Folge)
- 2013: Vera – Ein ganz spezieller Fall (Vera, Fernsehserie, 1 Folge)
- 2014: Babylon (Fernsehserie, 7 Folgen)
- 2014–2016: In the Club (Fernsehserie, 12 Folgen)
- 2015: Humans (Fernsehserie, 6 Folgen)
- 2016: Ordinary Lies (Fernsehserie, 1 Folge)
- 2017: Ghost Stories (Stimme)
- 2018: Walk Like a Panther
- 2017: Three Girls – Warum glaubt uns niemand? (Three Girls; Miniserie, 3 Folgen)
- 2017, 2020: Liar (Fernsehserie, 5 Folgen)
- 2019: Year of the Rabbit (Fernsehserie, 4 Folgen)
- 2019: Dark Money (Fernsehserie, 1 Folge)
- 2020: Inside No. 9 (Fernsehserie, 1 Folge)
- 2021: The Drowning (Fernsehserie, 4 Folgen)
- 2022: The Holiday (Fernsehserie, 4 Folgen)
- 2022: Everything I Know About Love (Fernsehserie, 6 Folgen)
- 2023: The Long Shadow (Fernsehserie, 3 Folgen)